# 德山大曲
德山大曲是湖南常德出产的一种白酒，源于1952年当局合并以生产“德酒”出名的马万隆糟坊与其他71家酒坊，在原崔氏酿酒坊旧址上成立的常德酒厂，但酒厂原产小曲酒，直至1958年才开始试制大曲酒，期间得到各地酒厂大力支援，于次年研制成功，遂改产命名为德山大曲的大曲酒。德山大曲以糯高粱、小麦为原料，用古井贡酒之法以小麦制曲为糖化发酵剂，以泸州大曲酒之法酿制，以五粮液之法勾兑，以汾酒之法储存，产品为浓香型白酒。